# Joe Jacoby
Joseph Erwin Jacoby (Louisville, 6 luglio 1959) è un ex giocatore di football americano statunitense che ha giocato nel ruolo di offensive tackle per tutta la carriera per i Washington Redskins della National Football League (NFL), vincendo tre Super Bowl.

## Carriera professionistica
Dopo il college, Jacoby fu snobbato nel draft NFL. Firmò come free agent coi Redskins nel 1981 e dopo un ottimo rookie camp, iniziò un'invidiabile carriera in cui raggiunse quattro Super Bowl, tre dei quali vinti (XVII nel 1982, XXI nel 1987 e nel XXVI nel 1991) e fu convocato per quattro Pro Bowl consecutivi nel periodo 1983–86.
Assieme a Jeff Bostic, Mark May, George Starke e Russ Grimm, Jacoby fu uno dei membri originari della celebre linea offensiva dei Redskins soprannominata "Hogs"  negli anni ottanta e nell'inizio degli anni novanta (considerata una delle migliori della storia della NFL), che fu una colonna portante dei successi dei Redskins durante la prima era di Joe Gibbs.
Jacoby fu il bloccatore principale del famoso touchdown di John Riggins che assicurò ai Redskins la vittoria del Super Bowl XVII sui Miami Dolphins. In quella gara, i Redskins stabilirono il record del Super Bowl per il maggior numero di yard corse, 276. Gli Hogs contribuirono a far superare ai Redskins quello stesso record cinque anni dopo nel Super Bowl XXII, in cui Washington contro i Denver Broncos corse 280 yard nella vittoria.

## Palmarès

### Franchigia
- Super Bowl : 3

Washington Redskins: XVII, XXI, XXVI
- National Football Conference Championship: 4

Washington Redskins: 1982, 1983, 1987, 1991

### Individuale
- Convocazioni al Pro Bowl: 4

1983, 1984, 1985, 1986
- All-Pro: 3

1983, 1984, 1987
- PFWA All-Rookie Team - 1981
- Formazione ideale della NFL degli anni 1980
- 70 Greatest Redskins

## Statistiche
| Partite totali    | 170 |
| Fumble recuperati | 4   |